# Ниагара-Фолс (Онтарио)
Ниага́ра-Фо́лс (англ. Niagara-Falls) — город (с 1904 года) в южной части провинции Онтарио (Канада), в районе так называемой Золотой подковы. Международный туристический центр (прозван «Канадским Лас-Вегасом») в непосредственной близости от Ниагарского водопада. Одноимённый город в США расположен на противоположном берегу реки Ниагары.

## География

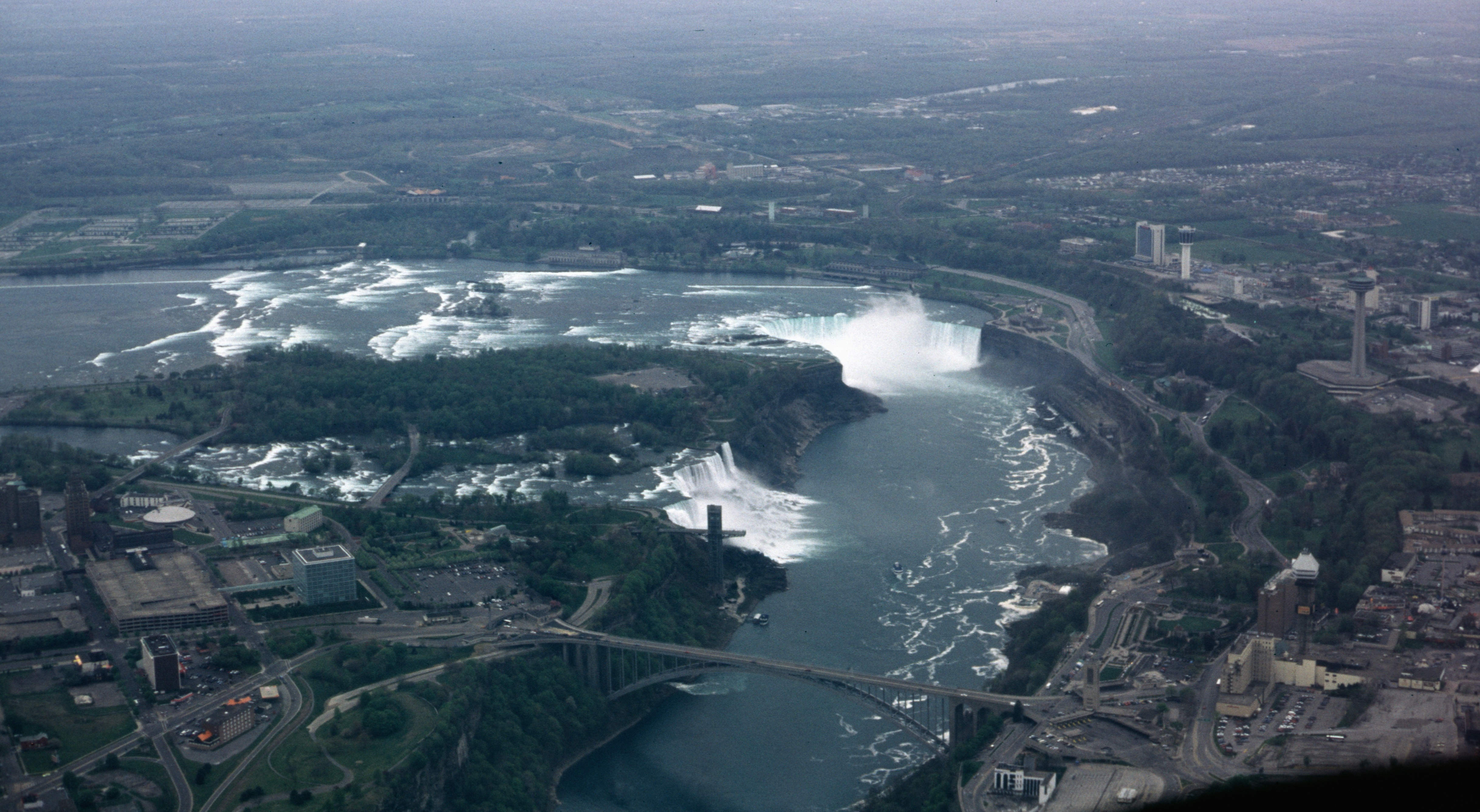
Ниагарские водопады, вид сверху: справа Ниагара-Фолс (Онтарио)

Город Ниагара-Фолс расположен на левом (западном) берегу реки Ниагары, в южной части провинции Онтарио, в самой густонаселённой её части, известной как Голден-Хорсшу (англ. Golden Horseshoe — Золотая подкова). Ниагара-Фолс входит в район Ниагара, представляющий собой агломерацию из 12 населённых пунктов, и является вторым по населению городом этой агломерации после Сент-Катаринс. Площадь города, согласно переписи населения 2021 года, составляет 210,25 км².
С левой стороны от города проходит шоссе Queen Elizabeth Way (QEW), заканчивающееся у моста Пис-Бридж (англ. Peace Bridge) в восточной части озера Эри. Отходящее от QEW шоссе 420 проходит через Ниагара-Фолс и заканчивается у моста Рейнбоу-Бридж (англ. Rainbow Bridge), соединяющего канадский Ниагара-Фолс с городом-тёзкой в штате Нью-Йорк. Расстояние от Ниагара-Фолс до Торонто составляет 130 километров по шоссе, огибающему западную оконечность озера Онтарио.
Для Ниагара-Фолс характерен влажный континентальный климат, смягчаемый близостью Великих озёр.
| Показатель                             | Янв. | Фев. | Март | Апр. | Май | Июнь | Июль | Авг. | Сен. | Окт. | Нояб. | Дек. | Год |
| -------------------------------------- | ---- | ---- | ---- | ---- | --- | ---- | ---- | ---- | ---- | ---- | ----- | ---- | --- |
| Средний суточный максимум, °C          | −1   | 0    | 5    | 12   | 19  | 24   | 27   | 26   | 21   | 15   | 8     | 2    | 13  |
| Средняя температура, °C                | −5   | −4   | 1    | 7    | 14  | 19   | 22   | 21   | 17   | 11   | 5     | −1   | 9   |
| Средний суточный минимум, °C           | −8   | −8   | −3   | 2    | 9   | 14   | 17   | 17   | 13   | 6    | 1     | −5   | 5   |
| Норма осадков, мм                      | 70   | 67   | 76   | 76   | 77  | 88   | 75   | 82   | 95   | 84   | 91    | 91   | 970 |
| Источник: Статистическая служба Канады |      |      |      |      |     |      |      |      |      |      |       |      |     |

## История

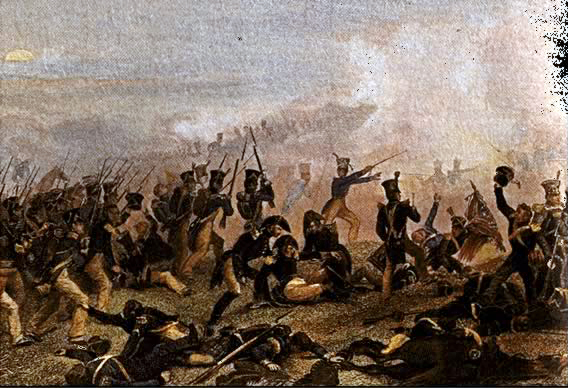
Бой на Ландис-Лейн, 1814 год

В течение XVI—XVII века вдоль реки Ниагара селились американские аборигены из племени чоннонтон; само название «Ниагара» пришло из языка этого племени. Европейские поселенцы в этом районе появились в конце XVIII века и в большинстве своём представляли лоялистов, эмигрировавших из США. В 1790 году на левом берегу Ниагары закончилась прокладка дороги Портаж-Роуд, берущей начало в Куинстауне (позже Куинстон) и заканчивающейся в районе устья реки Чиппава, где был построен Форт-Чиппева. В 1800 году было основано поселение Драммондсвилл. В ходе Англо-американской войны Форт-Чиппава и соседний Форт-Эри были оккупированы американскими войсками, чья попытка в дальнейшем овладеть Форт-Джорджем (на территории современного города Ниагара-он-те-Лейк) была сорвана после тактического поражения в сражении при Ландис-Лейн.
Уже в 1822 году на Портаж-Роуд была построена первая гостиница для туристов, приезжавших посмотреть на Ниагарский водопад. К 1850 году на месте современного Ниагара-Фолс уже существовали ещё два посёлка — Клифтон и Элгин. Последний был построен в месте, где в 1848 году через ущелье, по которому протекает Ниагара, был переброшен первый мост.

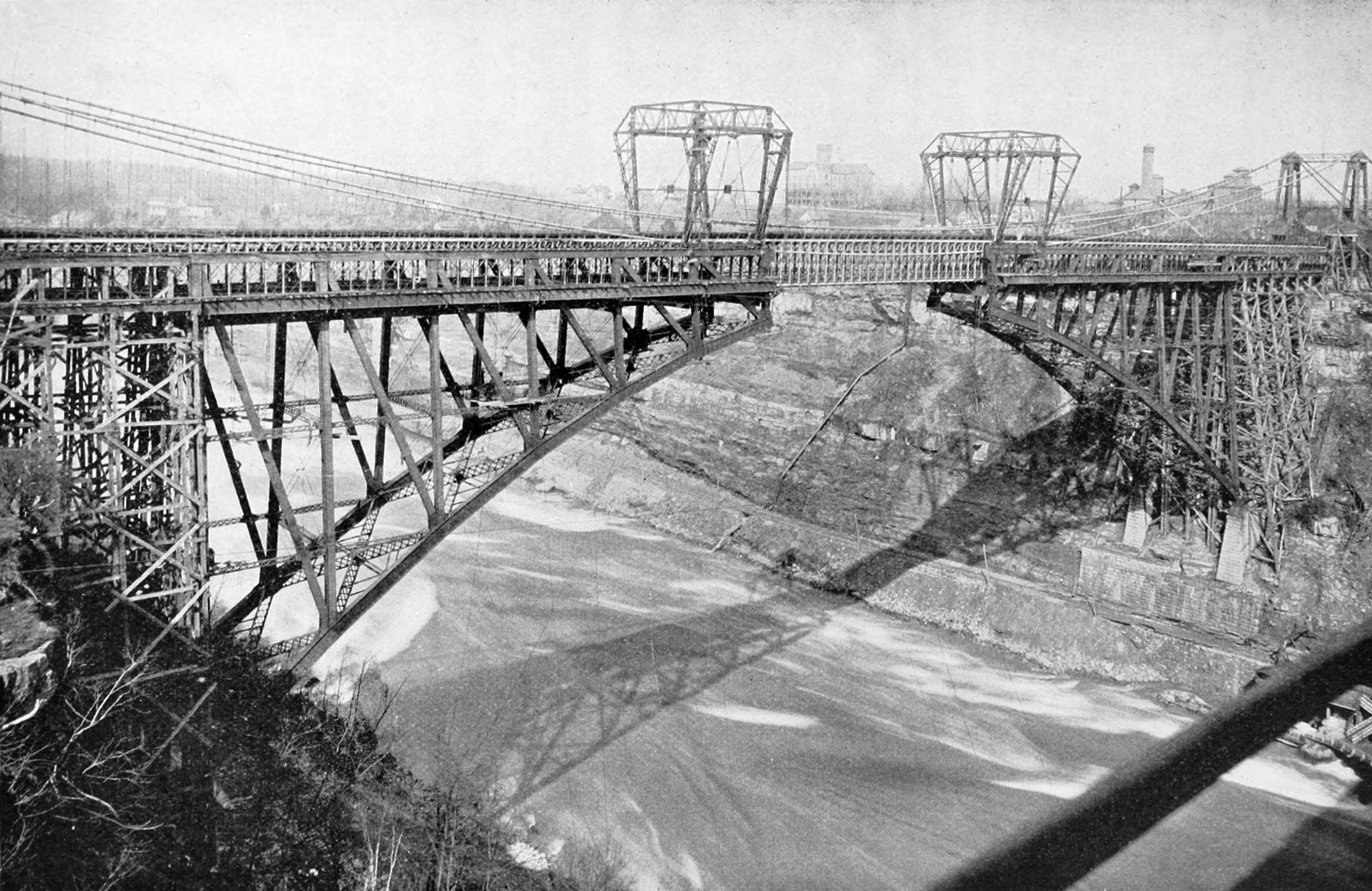
Подвесной железнодорожный мост Ниагара-Фолс, фотография 1898 года

В 1853 году до Ниагары дошла железная дорога. В дальнейшем всё новые мосты соединяли канадский и американский берега Ниагары. В 1856 году Клифтон и Элгин объединились в город, сохранивший название Клифтон. В 1881 году этот город был переименован в Ниагара-Фолс. В том же году Драммондсвилл также сменил название на Ниагара-Фолс. Два населённых пункта с одним и тем же названием в непосредственной близости друг от друга просуществовали до 1904 года, когда они были объединены. Население объединённого Ниагара-Фолс составило 7000 человек. В 1905 году вблизи Ниагара-Фолс начали работу три гидроэлектростанции общей мощностью свыше 350 мегаватт. Впоследствии центр электроэнергетического комплекса сместился к северу, в сторону Куинстона, где в 1921 году открылась первая очередь гидроэлектростанции имени Адама Бека мощностью 373 мегаватта, а в 1954 вторая очередь, мощностью свыше 1200 мегаватт.
В 1920-е годы в регионе начинается туристический бум, усиливавшийся по мере того, как автотранспорт вытеснял железные дороги в качестве основного средства передвижения. Это привело к упадку старого городского центра, построенного вокруг железнодорожной станции, и быстрому развитию торгово-туристического района на месте бывшего Клифтона, в непосредственной близости от водопада. В 1963 году Ниагара-Фолс объединился с городом Стамфордом, а в 1973 году поглотил деревню Форт-Чиппава и частично города Уиллоуби и Кроуленд. Развитию туризма способствовала учреждённая ещё в 1885 году Комиссия по паркам Ниагары, чья деятельность привела к постепенному окультуриванию канадского берега Ниагары и к смене диких лесов на ухоженный парк.

## Население и администрация
По данным переписи населения, в 2021 году в Ниагара-Фолс проживали около 94,5 тысячи человек — на 7 % больше, чем за пять лет до этого (чуть выше, чем темпы роста населения в целом по провинции Онтарио). Плотность населения составляла 449 человек на квадратный километр. По количеству жителей Ниагара-Фолс занимал 30-е место в провинции Онтарио и 63-е по стране. Средний возраст населения Ниагара-Фолс (43,3 года) был выше, чем в среднем по провинции (40,4 года), а процент детей в возрасте до 15 лет был ниже (15,6 % против 17 %).
Средний размер семьи в Ниагара-Фолс в 2021 году составлял 2,8 человека. Средний доход после вычета налогов на экономическую семью в 2020 году был около 92 тысяч долларов в год (что существенно ниже, чем в среднем по Онтарио, где годовой доход семьи превышал 112 тысяч долларов). В городе насчитывалось более 5600 матерей-одиночек и отцов-одиночек, медианный доход на семью с одним родителем после вычета налогов составлял около 61 тысячи долларов, что на 10 % ниже среднего провинциального показателя. В городе насчитывалось около 10,4 тысячи безработных, что составляло 22,5 % работоспособного населения в возрасте старше 15 лет. Подавляющее большинство работающих жителей города были заняты в сфере торговли и обслуживания, а также бизнеса и финансов (работники сельского хозяйства, строительные и промышленные рабочие и работники транспорта в общей сложности составляли менее четверти от общего числа занятого населения). Более 40 % населения в возрасте старше 15 лет окончили колледж или университет и примерно столько же — среднее или специальное продолженное образование. 16 % не имели законченного среднего образования.
Почти четверть жителей города родились за пределами Канады, хотя большинство из них иммигрировали до 2000 года. К видимым меньшинствам (азиаты, чёрные африканцы, латиноамериканцы, арабы и пр.) относили себя менее более 20 % населения (наиболее значительные диаспоры составляли выходцы из Индии, Филиппин и Китая), представители коренных народов Северной Америки составляли менее 1 % от общего числа жителей. В ходе переписи населения 2021 года 15,6 тысячи жителей Ниагара-Фолс называли себя этническими итальянцами, более чем по 13 тысяч относили себя к этническим шотландцам и ирландцам, почти 9000 — к этническим немцам и почти 8000 — к этническим французам.
В городской совет избираются восемь депутатов, принимающие решения совместно с мэром. В 2010 году мэром был избран Джим Диодати, до этого два срока бывший членом городского совета.

## Экономика

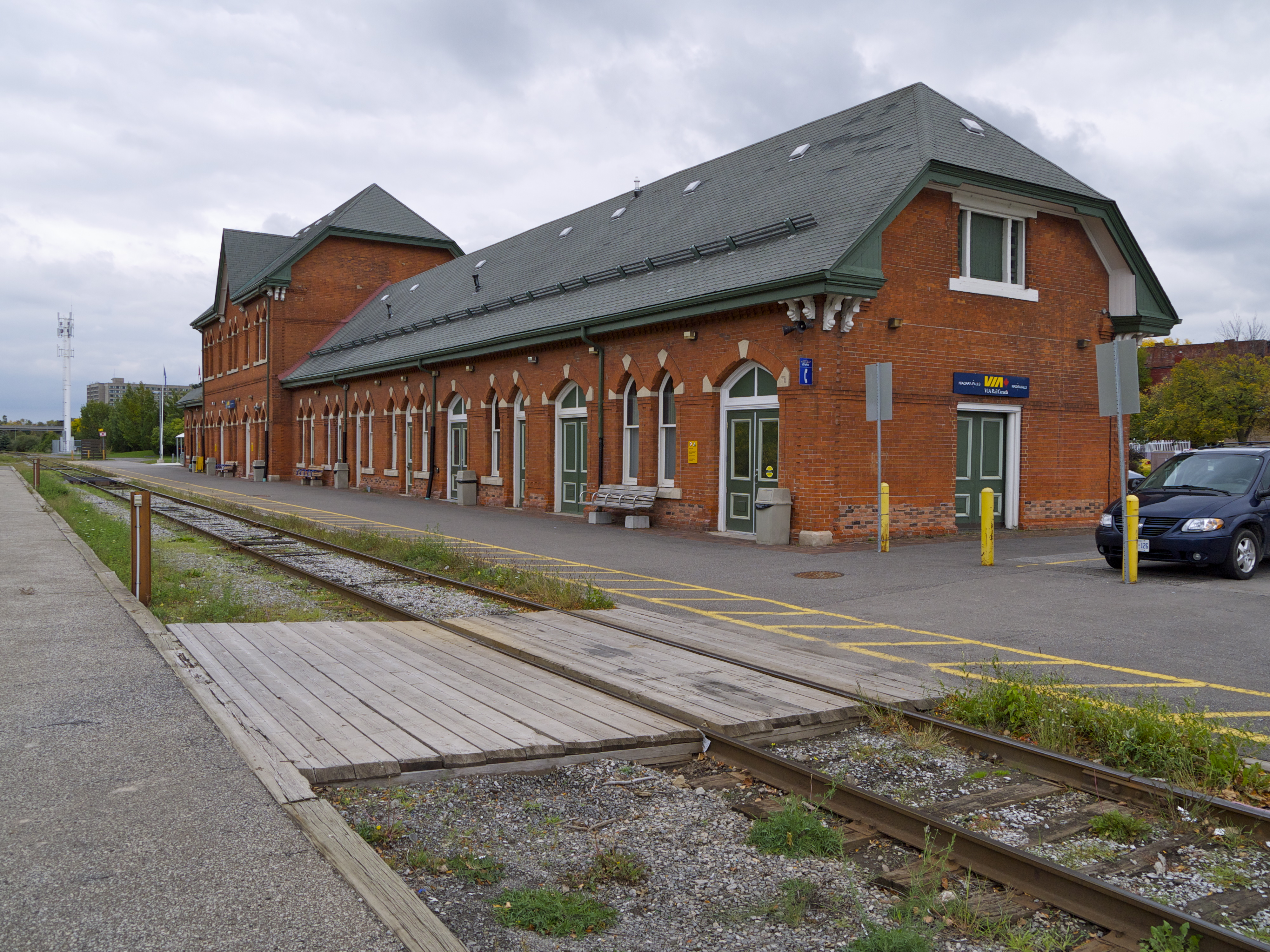
Вокзал на станции канадской железной дороги Via Rail в Ниагара-Фолс

Изобилие дешёвой электроэнергии сделало Ниагара-Фолс в первой половине XX века промышленным центром, однако экономический спад в 1980-е годы привёл к оттоку инвестиций.
В настоящее время основной отраслью экономики Ниагара-Фолс, как и в прошлом, является туристический бизнес. В роли крупнейших работодателей в городе выступают Комиссия по паркам Ниагары и два больших казино международного уровня, открытые в 1990-е и начале 2000-х — Casino Niagara и Niagara Fallsview Casino Resort.
В городе функционируют многочисленные гостиницы и мотели, рассчитанные на самый разный уровень доходов клиентов, в самом Ниагара-Фолс и в непосредственной близости от него разместились дополнительные туристические аттракционы (см. Культура и образование). Интернационализация туризма привела к ликвидации полотна одной из проходящих через город железных дорог, на месте которого был построен отель-казино Niagara Fallsview Casino Resort (центр города по-прежнему связан с другими населёнными пунктами веткой Canadian National Railway, а через его пригороды проходят пути Канадской тихоокеанской железной дороги и Norfolk Southern). Ранее развитые промышленные объекты пришли в упадок или закрылись, сохранились в основном компании, производящие продукты питания (в том числе многочисленные винодельческие хозяйства, расположенные в непосредственной близости от города), однако несколько фабрик, производящих транспортное оборудование, химикаты и металлоизделия, продолжают работать.

## Культура и образование
Будучи туристическим центром, Ниагара-Фолс уделяет большое внимание развитию аттракционов для туристов. К северу от города размещаются ботанические сады и инсектарий Niagara Parks Butterfly Conservatory, в южной части Ниагара-Фолс действует парк аттракционов MarineLand, на территории которого располагаются также дельфинарий и зоопарк.
Однако главной достопримечательностью города остаются Ниагарские водопады. С канадского берега Ниагары открывается лучший вид одновременно на американскую и канадскую части водопадов. Для туристов благоустроена набережная, по которой можно дойти до самого края канадского водопада. От пристаней у канадского и американского берегов Ниагары регулярно отходят туристические катера компании Maid of the Mist (действующей с 1848 года), доставляющие желающих к подножию водопадов. Вниз по течению Ниагары, где река образует большой естественный водоворот, оборудована канатная дорога, позволяющая рассмотреть это явление сверху. Также организуются вертолётные экскурсии, а в самом городе построена башня Skylon Tower высотой 160 метров, также предназначенная для туристов, желающих осмотреть водопады сверху.
В последние годы центр города активно благоустраивается, открываются не только новые гостиницы и казино, но и небольшие парки аттракционов (напр., Table Rock Welcome Centre), музеи восковых фигур и шоколада, комнаты страха, рестораны известных сетей, включая Hard Rock Cafe и Planet Hollywood, кинотеатр IMAX и большой крытый водный парк.
Над набережной еженедельно устраиваются фейерверки, зимой в городе проходит Фестиваль огней.

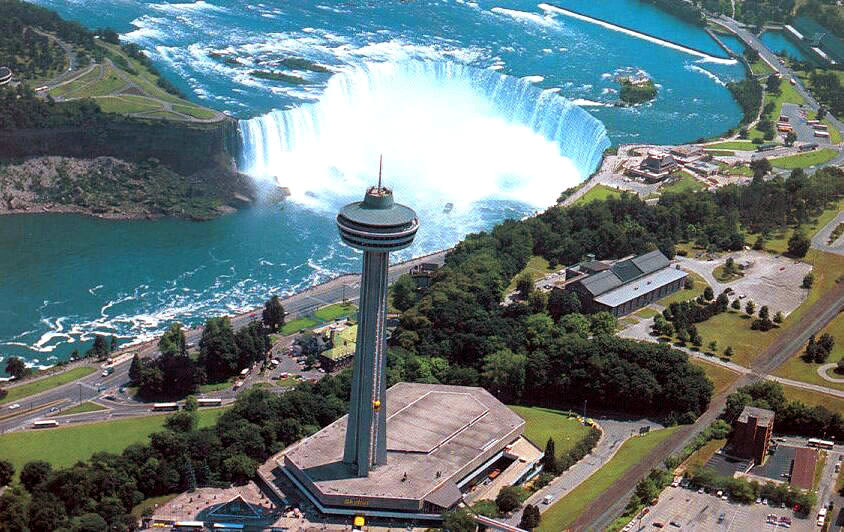
Skylon Tower на фоне канадского водопада
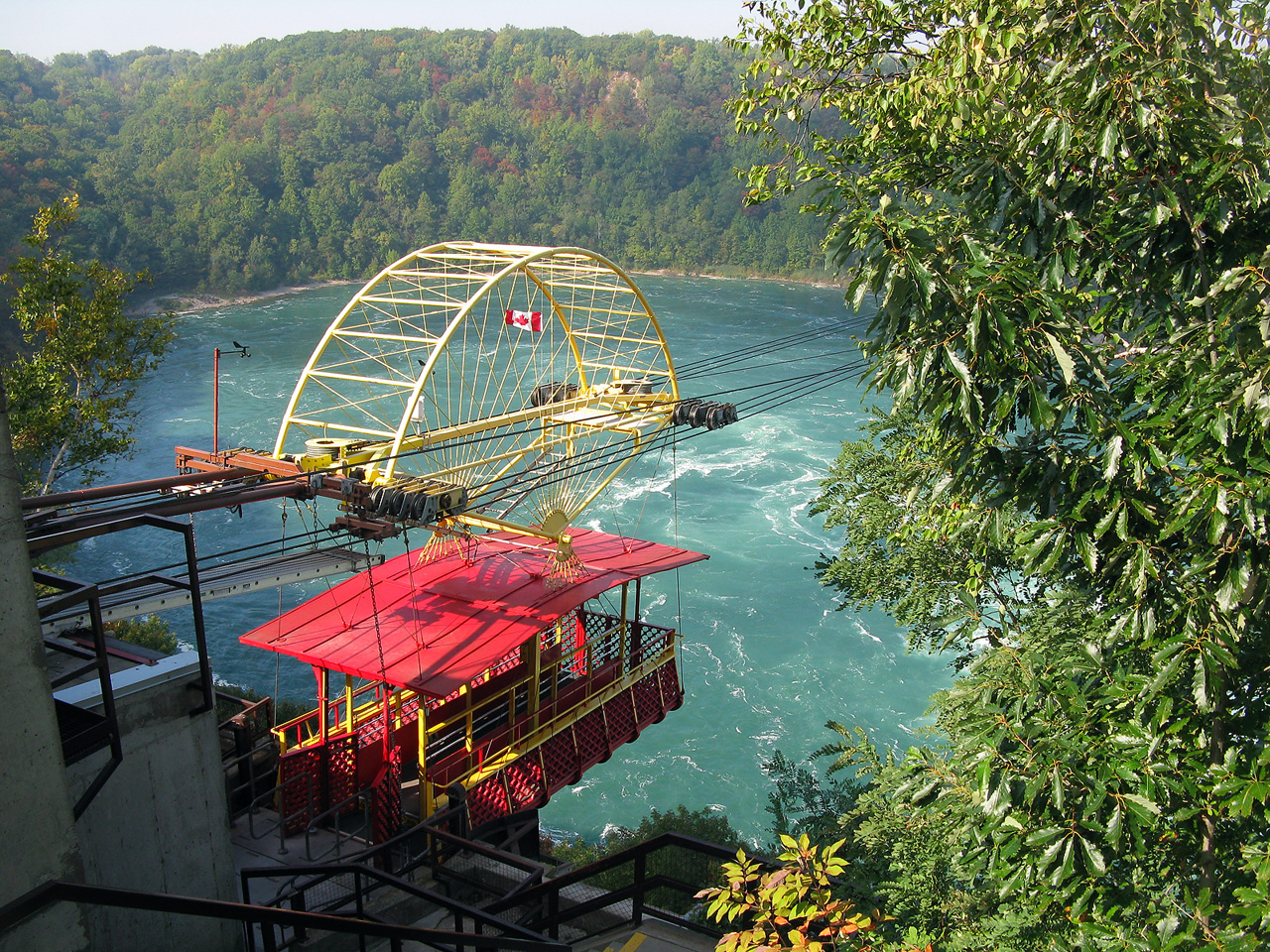
Whirlpool Spanish Aero Car — подвесная дорога над Ниагарским водоворотом
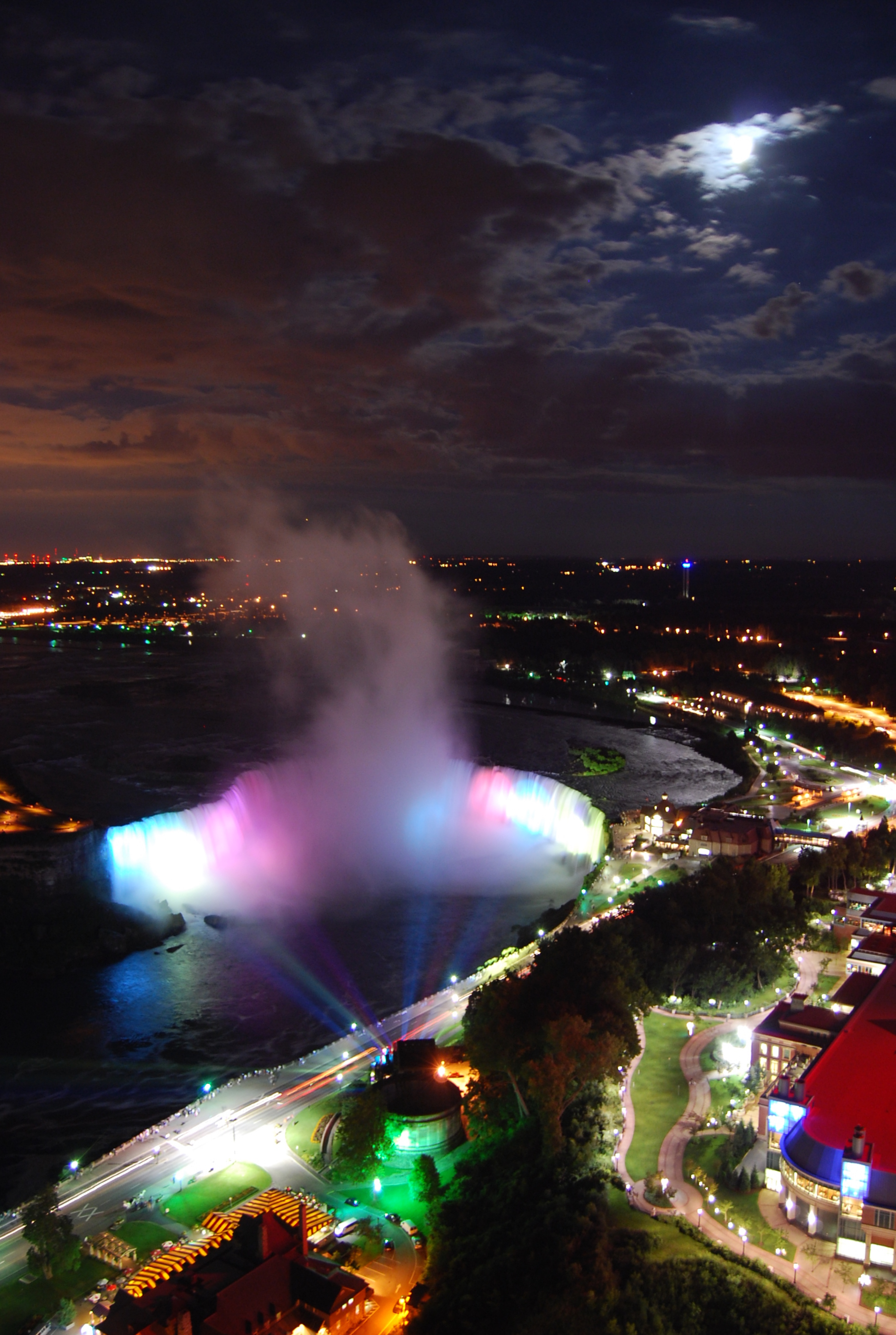
Ночная подсветка канадского водопада
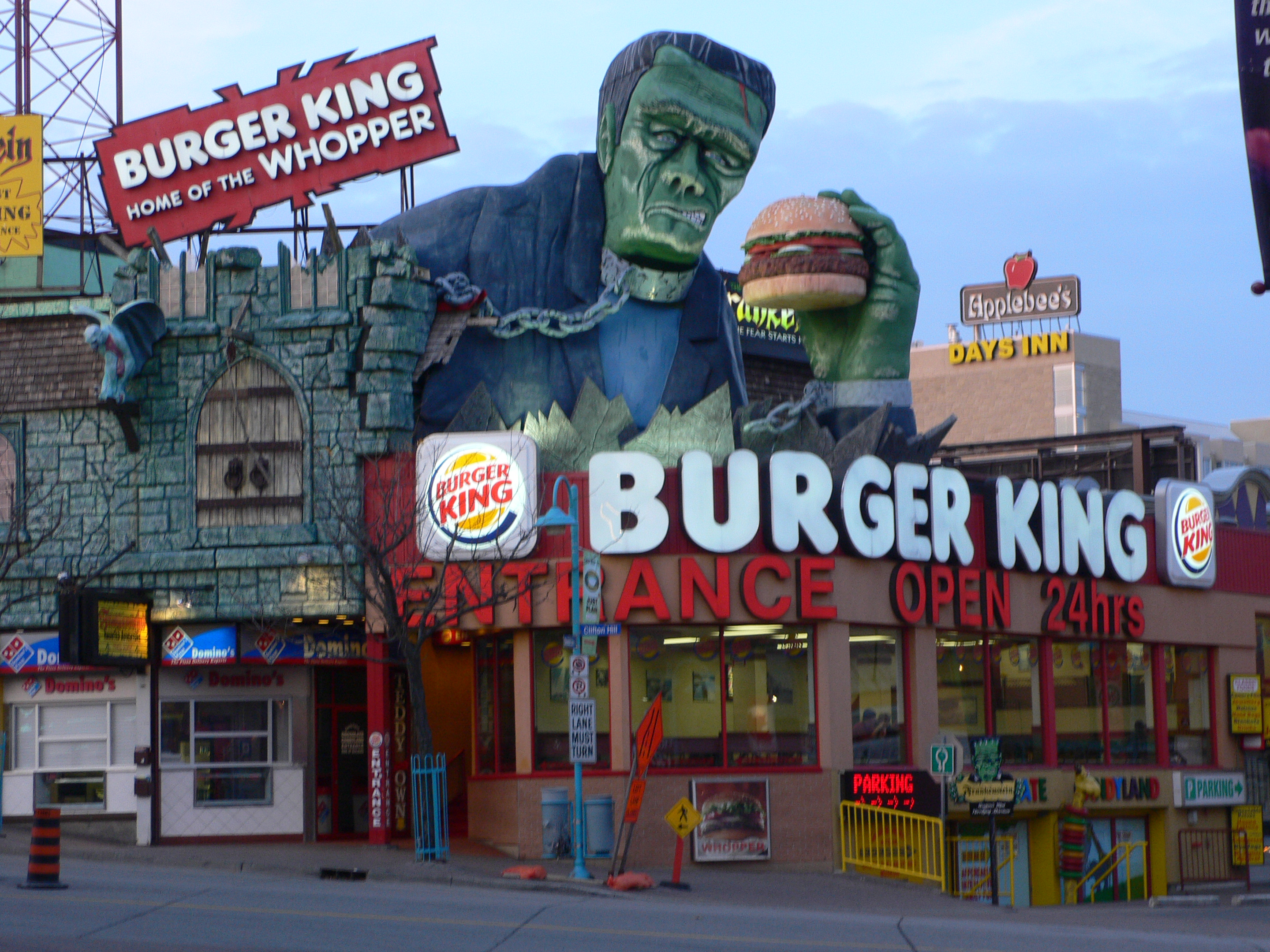
Закусочная и «дом с привидениями» в туристическом районе Клифтон-Хилл
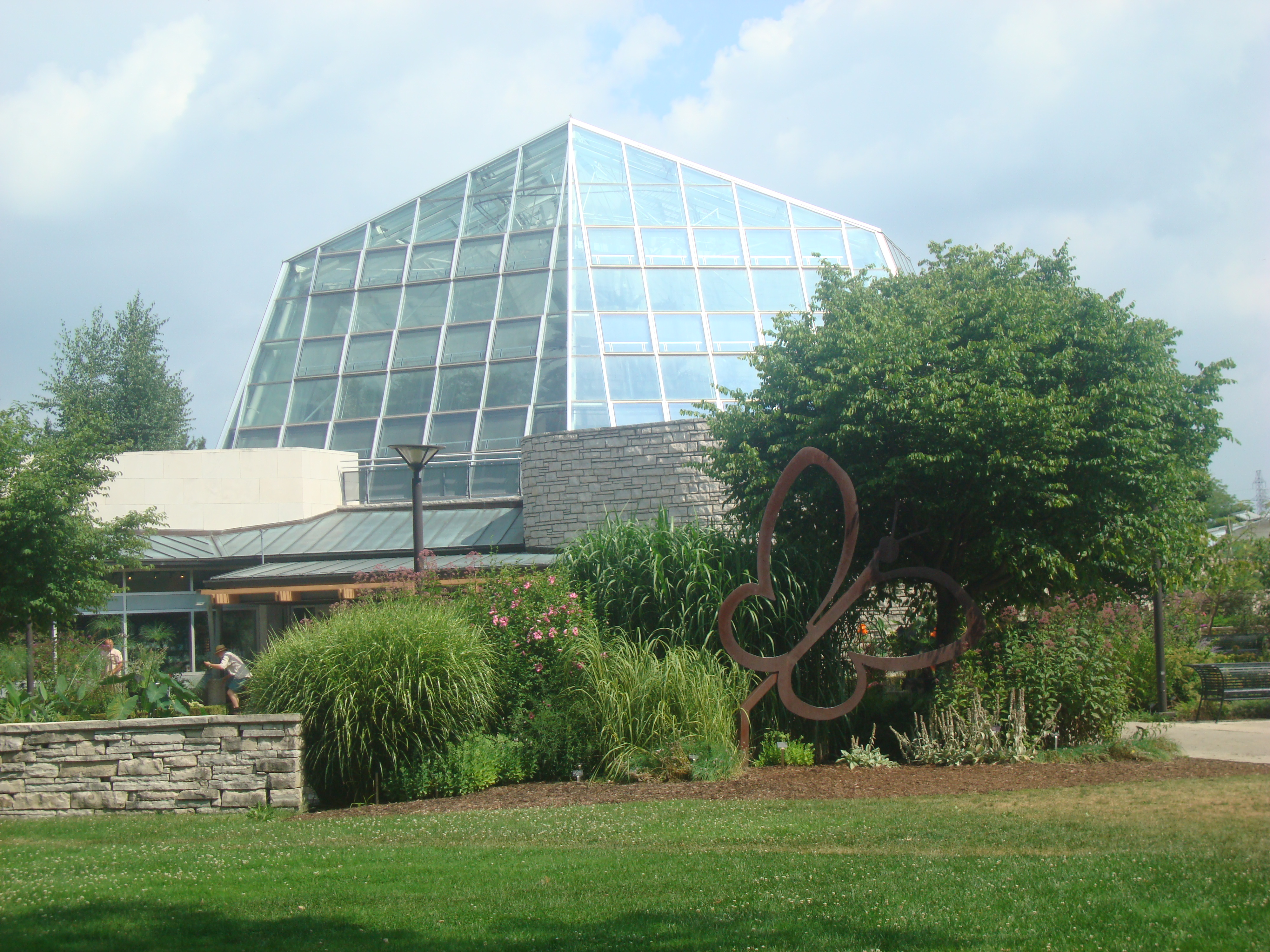
Niagara Parks Butterfly Conservatory
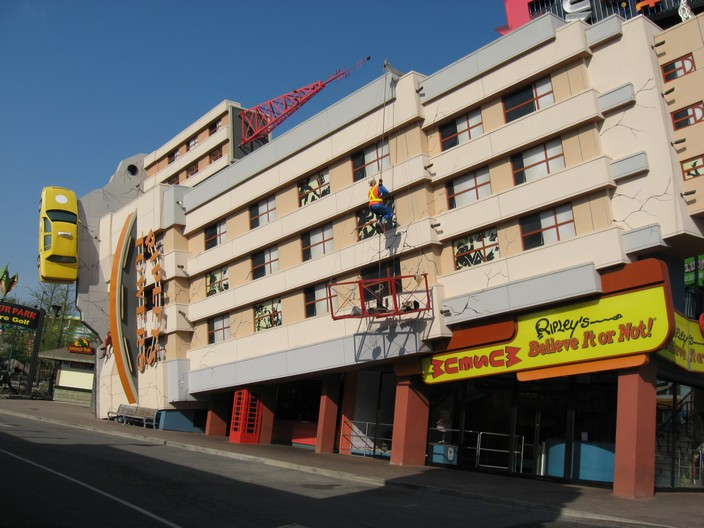
Падающий дом в районе Клифтон-Хилл

Непосредственно в Ниагара-Фолс располагается филиал Ниагара-Колледжа, головной кампус которого расположен в соседнем Уэлланде.
Также в непосредственной близости от Ниагара-Фолс, в Броквилле, размещается Университет Брока, а на территории ботанических садов Комиссии по паркам Ниагары — Ниагарская сельскохозяйственная школа, дающая профессиональное образование в области садоводства и лесоводства на уровне колледжа.
В городе действуют несколько средних школ и сеть публичных библиотек.